# Гайганова, Анна Александровна
А́нна Алекса́ндровна Гайга́нова (род. 29 сентября 1984, Тольятти, СССР) — российская спортсменка, чемпионка мира по прыжкам на акробатической дорожке.

## Биография
Воспитанница тольяттинской СДЮШОР № 7. Тренировалась у Рыжих В. М. и Халикова Р. Г.
В 2006 году окончила Тольяттинский государственный университет.
Старшая сестра другой известной спортсменки, Елены Гайгановой, ставшей чемпионом Европы по прыжкам на акробатической дорожке.

## Достижения
Первый успех к Анне пришёл в 1997 году, когда она стала бронзовым призёром первенства России среди старших юношей в прыжках на акробатической дорожке. В дальнейшем она не раз становилась победителем и призёром первенств России.
В 1999 году завоевала серебро на первенстве мира (Сан-Сити, ЮАР), в 2000 — золото на первенстве Европы (Эйндховен, Голландия) и серебро на Еврокубке.
В 2001 году Анна стала чемпионкой мира, победив на соревнованиях в Оденсе (Дания), в командном зачёте.
Мастер спорта России международного класса.